# Sexton
25liberní samohybné dělo Sexton (anglicky 25pdr SP, tracked, Sexton (Kostelník)), které bylo navrženo kanadskou armádou, se během druhé světové války stalo standardní výzbrojí britské armády.

## Historie
Samohybné dělo Sexton bylo postavené na podvozku (včetně motoru, převodovky atd.) tanku Ram. Korba byla velmi podobná jako u amerického samohybného děla M7. Přední pancíř korby byl 50 mm silný a boční pancíř 37 mm. Bylo vyzbrojeno 25liberní houfnicí (ráže 87,6 mm). Ve vozidle byly k dispozici dva kulomety Bren, které nebyly lafetované. Sexton byl dlouhý přes 6 metrů, vážil téměř 23 tun a měl šestičlennou posádku. Byl schopný vyvinout maximální rychlost 42 km/h. Vyráběl se v letech 1943–1945 a vyrobilo se celkem 2122 kusů:
- 1943 – 424 kusů
- 1944 – 1236 kusů
- 1945 – 462 kusů

Sextony byly používané Kanadou, Británií, Jižní Afrikou, Polskem a Portugalskem. Typy tohoto vozidla byly Sexton I, Sexton II a Sexton GPO. Britové používali Sextony jako podpůrné stroje (ostatně jako všechna samohybná děla). Měly za úkol pomoci tankům v přední linii tím, že jim poskytovaly dělostřeleckou podporu nepřímou palbou. Tyto stroje se za ideálních předpokladů neměly přímo potkávat s nepřátelskými tanky a jednotkami, nebyly na to ani konstruovány. Sextony byly otevřené (neměly střechu) a tudíž téměř každý přímý kontakt s nepřítelem končil pro Sextony fatálně.